# Ньяти, Нкосилати
Нкосилати Ньяти (англ. Nkosilathi Nyathi; род. в 2003 году, водопад Виктория, Зимбабве) — зимбабвийский активист в области защиты окружающей среды. Он начал защищать окружающую среду в10 лет и выступает за привлечение молодежи в процесс принятия важных решений. Он считает, что усилия молодежи по обеспечению климатической справедливости не могут быть реализованы, если они не могут выступать и принимать решения в различных структурах. В 2019 году Нкосилати присутствовал на конференции Организации Объединённых Наций по изменению климата в Мадриде (Испания) и проводил кампанию за принятие более активных мер по борьбе с изменением климата.

## Деятельность
Нкосилати Ньяти вырос недалеко от водопада Виктория. Он вступил на путь защиты окружающей среды после того дня, когда он увидел свалку мусора у водопада Виктория, после чего стал лучше осознавать проблемы окружающей среды. Он начал замечать последствия изменения климата в своей стране, когда ему было 11 лет, учась в 5 классе начальной школы Чамабондо в Зимбабве. В 2019 году на водопаде Виктория была сильнейшая засуха. В результате изменения климата около 7,7 миллионов жителей Зимбабве испытывают нехватку продовольствия, а 45 миллионов жителей Южной Африки рискуют столкнуться с голодом в будущем. Также наблюдается беспрецедентный уровень недоедания, превышающий пять процентов в восьми районах Зимбабве. Все эти проблемы в его стране, побудили его начать рассказывать обществу об изменениях климата и постоянно призывать к сокращению глобальных выбросов. Он пообещал бороться пока мировые лидеры не начнут принимать серьёзные меры по борьбе с изменением климата.
Он был лидером Клуба защитников озона в своей начальной школе. В 2016 году он выступал за создание первого в своём районе завода по производству биогаза для преобразования отходов в производство энергии. Биогазовая станция теперь вырабатывает энергию для приготовления студенческой еды. Нкосинати не преуспел в спорте, но у него хорошие ораторские способности. Он постоянно выступает с речами, в которых призывает правительство решать экологические проблемы и уделять больше внимания изменению климата. После речи на конференции Организации Объединённых Наций по изменению климата в Мадриде (Испания) он получил признание UNICEF. В 2020 году он выступил с речью на Африканском региональном форуме по устойчивому развитию, который проходил на водопаде Виктория. На встрече он выступал за привлечение мировых лидеров к молодёжи. В школе он является членом пресс-клуба и пишет образовательные статьи об окружающей среде и изменениях климата.

## Награды и признание
- UNICEF Youth Climate Ambassador в Зимбабве (2015 год)[14][15]
- Youth Ambassador for Greenline Africa (2014 год)